# Chichi-jima
Chichi-jima (父島? letteralmente: isola padre, in precedenza nota come isola Peel) è la più grande delle isole Ogasawara, in Giappone. Si trova a circa 240 km a nord di Iwo Jima.
L'isola, la cui popolazione è di 2 522 abitanti, è amministrata dal Villaggio di Ogasawara, l'unità amministrativa che controlla tutto l'arcipelago delle Ogasawara, le 3 isole Vulcano e le remote isole di Nishinoshima, Minami Torishima e Okinotorishima. Il villaggio è l'unica municipalità della Sottoprefettura di Ogasawara, che rientra sotto la giurisdizione del Governo metropolitano di Tokyo. A Chichi-jima hanno sede il Municipio di Ogasawara e gli uffici della sottoprefettura.

## Storia
La prima scoperta europea delle isole Ogasawara avvenne nel 1549 ad opera dall'esploratore spagnolo Bernardo de la Torre. Gli scavi archeologici hanno dimostrato come l'isola sia stata abitata in precedenza da Austronesiani, ma non ne sono noti i dettagli. Nel 1675 Chichi-jima fu mappata da una spedizione dello Shogunato Tokugawa, tuttavia rimase disabita fino al maggio 1830.
Nel corso del XIX secolo sono accertate diverse visite di navi occidentali all'isola:
- La spedizione Beechey Pacific nel 1827, che raccolse due naufraghi dai quali l'isola fu indicata come una buona stazione di sosta per i balenieri a causa delle sue sorgenti naturali.
- La spedizione russa Senjawin, guidata dal capitano Fyodor Petrovich Litke, nel 1828, di cui faceva parte il naturalista Heinrich von Kittlitz;
- Nel maggio 1830, il baleniere statunitense Nathaniel Savory, 36 anni, nativo del Massachusetts, insieme ad altri quattro bianchi di cui Matteo Mazzaro di Ragusa, e 20 nativi hawaiani di Oahu, stabilì il primo insediamento sull'isola. I discendenti di questi primi coloni continuano a vivere sull'isola, dove sono conosciuti come Obeikei o Occidentali.
- La Susquehanna, ammiraglia del Commodoro Perry, si ancorò per 3 giorni nel porto di Chichijima il 15 giugno 1853, sulla strada per la sua storica visita nella baia di Tokyo per aprire il paese al commercio occidentale. Perry ha anche rivendicato l'isola per gli Stati Uniti per una stazione di rifornimento di navi a vapore, nominando Nathaniel Savory come agente ufficiale della Marina degli Stati Uniti e formando un consiglio di governo con Savory come leader. A nome del governo americano, Perry "acquistò" 200 acri (200000 m²) da Savory.
- Il naturalista William Stimpson della Rodgers-Ringgold North Pacific Expedition and Surveying Expedition nel 1854.

Il 17 gennaio 1862, una nave dello shogunato Tokugawa entrò nel porto di Chichi-jima e proclamò ufficialmente la sovranità giapponese sulle isole di Ogasawara. Immigranti giapponesi furono introdotti da Hachijōjima ad opera dello Shogunato. I quaranta Ōbeikei della colonia furono autorizzati a rimanere sull'isola.
In seguito alla restaurazione Meiji, nel marzo 1876, un gruppo di 37 coloni giapponesi arrivò sull'isola sotto la sponsorizzazione del Ministero degli Interni. Chichi-jima fu ufficialmente incorporata nella metropoli di Tokyo il 28 ottobre 1880, L'imperatore Hirohito vi fece una visita ufficiale nel 1927, a bordo della corazzata Yamashiro. Una piccola base navale fu stabilita su Chichi-jima nel 1914, mentre durante la Seconda Guerra Mondiale fu il sito principale delle stazioni radio giapponesi a lungo raggio, oltre ad essere la base centrale di approvvigionamento e comunicazione tra il Giappone e le Isole Ogasawara. Come riconosciuto da questo status, aveva il presidio più pesante del Nanpō Shotō. Al momento dell'attacco giapponese a Pearl Harbor, una forza dell'esercito di circa 3 700-3 800 uomini presidiava Chichi-Jima, inoltre circa 1200 membri del personale navale ne presidiavano la base navale, una piccola base di idrovolante, la radio, la stazione meteorologica e varie unità di cannoniere, cacciasommergibili e dragamine. Il presidio comprendeva anche un reggimento da fortezza di artiglieria pesante. L'isola fu un bersaglio di frequente attacchi aerei statunitensi, il futuro presidente George H. W. Bush fu abbattuto nel corso di una di queste missioni. Nel 1944, a tutti i 6.886 abitanti civili fu ordinato di evacuare dalle isole di Ogasawara. Le truppe e le risorse giapponesi di Chichijima furono utilizzate per rafforzare il punto strategico di Iwo Jima in vista della storica battaglia che vi si svolse dal 19 febbraio al 24 marzo 1945.
Chichi-jima è stata anche oggetto di un libro di James Bradley intitolato Flyboys: A True Story of Courage, un resoconto fattuale della vita di un gruppo di giovani piloti della Seconda Guerra Mondiale, tra cui George H. W. Bush. Il libro racconta la storia dei piloti della Marina degli Stati Uniti che bombardarono le due stazioni radio dell'isola e descrive in dettaglio le storie dei piloti statunitensi che furono catturati, torturati, giustiziati e, in alcuni casi, parzialmente mangiati nel febbraio del 1945.
L'isola non fu mai catturata, e alla fine della seconda guerra mondiale, circa 25 000 truppe in tutto l'arcipelago si arresero. Trenta soldati giapponesi sono stati processati in tribunale per crimini di guerra di classe "B", principalmente in relazione all'incidente di Chichijima e quattro ufficiali (maggiore Matoba, generale Tachibana, ammiraglio Mori e capitano Yoshii) sono stati giudicati colpevoli e impiccati. Tutti gli uomini arruolati e l'ufficiale di medicina probatoria Tadashi Teraki furono rilasciati entro 8 anni.
Almeno due cittadini statunitensi di origine giapponese prestarono servizio nell'esercito giapponese a Chichijima durante la guerra, tra cui Nobuaki "Warren" Iwatake, un giapponese-americano delle Hawaii che fu arruolato nell'esercito imperiale giapponese mentre viveva con la sua famiglia a Hiroshima. Durante la guerra, i discendenti "occidentali" dei coloni originali di Savory furono visti con sospetto e costretti a prendere nomi giapponesi. La maggior parte fu evacuata dall'isola nel 1944 dai militari giapponesi, che li videro come potenziali spie.
Dopo la seconda guerra mondiale, il comandante supremo delle potenze alleate permise solo ai 129 isolani di origine occidentale di tornare a Chichijima in riconoscimento del loro maltrattamento da parte del Giappone durante la guerra. Le altre case sull'isola furono distrutte.
Diverse isole occupate, tra cui Chichijima, furono usate dagli Stati Uniti negli anni '50 per immagazzinare armi nucleari, secondo Robert S. Norris, William M. Arkin e William Burr, scrivendo per il Bulletin of the Atomic Scientists all'inizio del 2000. Ciò nonostante la costituzione giapponese sia esplicitamente contro la guerra.
Nel 1960, le strutture portuali furono devastate dallo tsunami dopo il grande terremoto cileno.
L'isola fu restituita alla sovranità giapponese nel 1968. A quel tempo, gli isolani "occidentali" potevano scegliere la cittadinanza americana o giapponese. A molti di quelli che scelsero la cittadinanza americana è permesso oggi di tornare regolarmente sull'isola, dove alcuni gestiscono attività commerciali durante la stagione turistica estiva

## Clima
| Chichi-jima (1991-2020) Fonte: JMA | Mesi        | Mesi        | Mesi        | Mesi        | Mesi        | Mesi        | Mesi        | Mesi        | Mesi        | Mesi        | Mesi        | Mesi        | Stagioni | Stagioni | Stagioni | Stagioni | Anno    |
| Chichi-jima (1991-2020) Fonte: JMA | Gen         | Feb         | Mar         | Apr         | Mag         | Giu         | Lug         | Ago         | Set         | Ott         | Nov         | Dic         | Inv      | Pri      | Est      | Aut      | Anno    |
| ---------------------------------- | ----------- | ----------- | ----------- | ----------- | ----------- | ----------- | ----------- | ----------- | ----------- | ----------- | ----------- | ----------- | -------- | -------- | -------- | -------- | ------- |
| T. max. media (°C)                 | 20,7        | 20,5        | 21,7        | 23,4        | 25,6        | 28,5        | 30,4        | 30,3        | 29,9        | 28,6        | 25,9        | 22,7        | 21,3     | 23,6     | 29,7     | 28,1     | 25,7    |
| T. media (°C)                      | 18,5        | 18,1        | 19,3        | 21,1        | 23,4        | 26,2        | 27,7        | 28,0        | 27,7        | 26,4        | 23,8        | 20,6        | 19,1     | 21,3     | 27,3     | 26,0     | 23,4    |
| T. min. media (°C)                 | 15,8        | 15,4        | 16,8        | 18,8        | 21,4        | 24,4        | 25,6        | 26,1        | 25,7        | 24,4        | 21,6        | 18,2        | 16,5     | 19,0     | 25,4     | 23,9     | 21,2    |
| T. max. assoluta (°C)              | 26,1 (1988) | 25,4 (1969) | 26,7 (2013) | 28,4 (1973) | 30,1 (2011) | 33,0 (2011) | 34,1 (2006) | 33,7 (2015) | 33,1 (1980) | 32,1 (2018) | 30,2 (1998) | 27,5 (2018) | 27,5     | 30,1     | 34,1     | 33,1     | 34,1    |
| T. min. assoluta (°C)              | 8,9 (1971)  | 7,8 (1969)  | 9,2 (1981)  | 10,7 (1978) | 13,9 (1970) | 17,7 (1993) | 20,8 (1983) | 22,2 (1972) | 19,6 (1975) | 17,2 (1993) | 13,2 (1988) | 10,8 (2005) | 7,8      | 9,2      | 17,7     | 13,2     | 7,8     |
| Giorni di calura (Tmax ≥ 30 °C)    | 0,0         | 0,0         | 0,0         | 0,0         | 0,1         | 7,3         | 19,8        | 20,2        | 15,3        | 5,2         | 0,0         | 0,0         | 0,0      | 0,1      | 47,3     | 20,5     | 67,9    |
| Nuvolosità (okta al giorno)        | 6,7         | 6,6         | 6,8         | 7,2         | 7,8         | 7,0         | 6,3         | 6,4         | 6,1         | 6,3         | 6,7         | 6,9         | 6,7      | 7,3      | 6,6      | 6,4      | 6,7     |
| Precipitazioni (mm)                | 63,6        | 51,6        | 75,8        | 113,3       | 151,9       | 111,8       | 79,5        | 123,3       | 144,2       | 141,7       | 136,1       | 103,3       | 218,5    | 341,0    | 314,6    | 422,0    | 1 296,1 |
| Giorni di pioggia                  | 8,7         | 6,9         | 7,9         | 8,4         | 10,1        | 7,4         | 7,6         | 9,3         | 10,9        | 11,4        | 10,4        | 9,3         | 24,9     | 26,4     | 24,3     | 32,7     | 108,3   |
| Giorni di nebbia                   | 0,0         | 0,0         | 0,2         | 0,6         | 1,1         | 1,1         | 0,0         | 0,0         | 0,1         | 0,1         | 0,1         | 0,0         | 0,0      | 1,9      | 1,1      | 0,3      | 3,3     |
| Umidità relativa media (%)         | 66          | 68          | 72          | 79          | 84          | 86          | 82          | 82          | 82          | 81          | 76          | 70          | 68       | 78,3     | 83,3     | 79,7     | 77,3    |
| Ore di soleggiamento mensili       | 131,3       | 138,3       | 159,2       | 148,3       | 151,8       | 205,6       | 246,8       | 213,7       | 197,7       | 173,2       | 139,1       | 125,3       | 394,9    | 459,3    | 666,1    | 510,0    | 2 030,3 |
| Pressione a 0 metri s.l.m. (hPa)   | 1 016,4     | 1 016,7     | 1 016,0     | 1 014,8     | 1 012,5     | 1 011,8     | 1 011,0     | 1 009,3     | 1 010,6     | 1 012,5     | 1 015,4     | 1 016,6     | 1 016,6  | 1 014,4  | 1 010,7  | 1 012,8  | 1 013,6 |
| Tensione di vapore (hPa)           | 14,3        | 14,3        | 16,5        | 20,0        | 24,3        | 29,3        | 30,5        | 31,0        | 30,5        | 28,1        | 22,6        | 17,3        | 15,3     | 20,3     | 30,3     | 27,1     | 23,2    |
| Vento (direzione-m/s)              | NNE 3,3     | NNE 3,4     | S 3,5       | S 3,4       | S 3,3       | S 2,8       | S 2,7       | ENE 3,2     | ENE 3,3     | ENE 3,2     | ENE 3,4     | NNE 3,3     | 3,3      | 3,4      | 2,9      | 3,3      | 3,2     |